# Leptopontia breviarticulata
Leptopontia breviarticulata is een eenoogkreeftjessoort uit de familie van de Leptopontiidae. De wetenschappelijke naam van de soort is voor het eerst geldig gepubliceerd in 1996 door Huys & Conroy-Dalton.